# 2006年世界房車錦標賽德國站
2006年世界房車錦標賽德國站是2006年度世界房車錦標賽的第四站賽事，正式比賽在2006年6月4日於德國奧舍斯萊本賽道上舉行。這是歷來第二次在德國舉行賽事。第一回合由寶馬車隊的派奧勝出，第二回合由寶馬車隊的約克·梅拿勝出。